# Джонатан Нолан
Джонатан Нолан (англ. Jonathan Nolan; нар. 6 червня 1976, Лондон, Велика Британія) — британський сценарист і телевізійний продюсер. Став відомим за сценарії до фільмів «Темний лицар» і «Інтерстеллар», написані разом із братом Крістофером Ноланом, двічі ставав лауреатом премії «Сатурн».

## Біографія
Джонатан Нолан — син американки Крістіни, яка виросла в Огайо, та британського менеджера по роботі з клієнтами в рекламному агентстві Брендана Нолана, народився в Лондоні, Велика Британія. У два роки хлопчик з родиною переїжджає в Еванстон, США, а через три роки сім'я повертається в Англію, де мешкають доки Джонатану не виповнилось чотирнадцять. Кілька років вони жили в Баррінгтоні. Батько хотів дати дітям католицьку освіту в середній школі, де й навчався старший брат Джонатана Крістофер. У 1994 юнак закінчив Лайолську академію. Вищу освіту здобув на факультеті англійської мови Джорджтаунського університету.

## Особисте життя
З 2009 Джонатан Нолан одружений зі сценаристкою Лізою Джой. Пара виховує доньку та сина. Рідний брат Крістофера Нолана.

## Кар'єра
У 1996 для заняття з психології Джонатан виконав завдання, з якого було створено антагоніста в фільмі «Пам'ятай». Основою стрічки стала невелика історія Нолана, оповідь в якій йде у двох часових просторах. Екранізацією твору займався його брат.
Після участі в супергеройському бойовику «Бетмен: Початок» за сценарієм Нолана, написаним спільно з братом, виходить стрічка «Престиж».
У співпраці з Крістофером Ноланом у наступні роки виходять продовження пригод про Бетмена «Темний Лицар», «Темний лицар повертається». Крім того у 2011 — 2016 сценарист був залучений в роботу над серіалом «Підозрюваний».
Наступна стрічка за сценарієм Нолана «Інтерстеллар», яка здобула премію «Сатурн». Крім того Джонатан був залучений в роботу над серіалом «Край „Дикий Захід“». У 2014 було оголошено, що він буде працювати над адоптацією циклу творів Айзека Азімова «Фундація».

## Фільмографія

### Фільми
| Рік  | Назва                         | Оригінальна назва     | Примітки                           |
| ---- | ----------------------------- | --------------------- | ---------------------------------- |
| 2000 | «Пам'ятай»                    | Memento               | автор роману                       |
| 2005 | «Бетмен: Початок»             | Batman Begins         | сценарист (в титрах не зазначений) |
| 2006 | «Престиж»                     | The Prestige          | сценарист                          |
| 2008 | «Темний лицар»                | The Dark Knight       | сценарист                          |
| 2009 | «Термінатор: Спасіння прийде» | Terminator Salvation  | сценарист (в титрах не зазначений) |
| 2012 | «Темний лицар повертається»   | The Dark Knight Rises | сценарист                          |
| 2014 | «Інтерстеллар»                | Interstellar          | сценарист                          |
| 2021 | «Ремінісценція»               | Reminiscence          | продюсер                           |

### Серіали
| Рік       | Назва                  | Оригінальна назва  | Примітки                                                         |
| --------- | ---------------------- | ------------------ | ---------------------------------------------------------------- |
| 2011—2016 | «Підозрюваний»         | Person of Interest | режисер (1 епізод), сценарист (9 епізодів), виконавчий продюсер  |
| 2016—2022 | «Світ Дикого Заходу»   | Westworld          | режисер (3 епізоди), сценарист (9 епізодів), виконавчий продюсер |
| 2022      | «Периферійні пристрої» | The Peripheral     | виконавчий продюсер                                              |
| 2024      | «Фолаут»               | Fallout            | сценарист, виконавчий продюсер                                   |